# Филипи Нету
Филѝпи Нѐту Родрѝгис Виѐйра (на португалски: Felipe Neto Rodrigues Vieira) е бразилски влогър.
Роден е на 21 януари 1988 година в Рио де Жанейро в семейството на психолог. През 2010 година създава свой канал в „Ютюб“, който през следващите години получава голяма популярност. В него той представя хумористични скечове и сатирични коментари на събития и личности от популярната култура. Към юли 2022 година каналът му има 44,2 милиона абонати и е на 48-о място в „Ютюб“ и втори сред бразилските канали по този показател.